# Эквону, Икем
Икемефуна Патрик Эквону (англ. Ikemefuna Patrick Ekwonu; 31 октября 2000, Мэтьюз, Северная Каролина) — профессиональный американский футболист, тэкл нападения клуба НФЛ «Каролина Пэнтерс». На студенческом уровне играл за команду университета штата Северная Каролина. На драфте НФЛ 2022 года был выбран в первом раунде под общим шестым номером.

## Биография
Икем Эквону родился 31 октября 2000 года в Мэтьюзе в Северной Каролине. У него есть брат-близнец Осита. Их отец Ти Джей Эквону эмигрировал в США из Нигерии, работал врачом. Во время учёбы в школе Провиденс Дэй Эквону играл за её футбольную команду на позициях линейного нападения и защиты, занимался борьбой и лёгкой атлетикой. После окончания школы он получил предложения спортивной стипендии от университета штата Северная Каролина, Гарварда и Йеля.

### Любительская карьера
В 2019 году Эквону поступил в университет штата Северная Каролина, изучал бизнес-администрирование. В своём первом сезоне он закрепился в основном составе команды, выходил на поле на позициях левого тэкла и гарда. По его итогам Эквону получил командные награды лучшему линейному и лучшему новичку, вошёл в сборные новичков сезона по версиям Ассоциации футбольных журналистов Америки и издания Pro Football Focus. Помимо успехов на поле, он был внесён в список декана за хорошие результаты в учёбе.
В 2020 году Эквону играл на позициях гарда и тэкла. Второй сезон подряд он получил награду Джима Ритчера лучшему линейному нападения команды. В 2011 году он провёл одиннадцать матчей турнира NCAA на месте основного левого тэкла.

### Профессиональная карьера
Перед драфтом НФЛ 2022 года Эквону входил в тройку лучших его игроков по версии издания Bleacher Report. Аналитик Брэндон Торн отмечал сочетание его габаритов, атлетизма и физической силы, хорошую работу рук, технику блокирования, способность продвигаться на второй и третий уровень нападения. К недостаткам он относил склонность оставлять пространство для атаки с внутренней стороны, не всегда верный выбор точки контакта с соперником, быстрый выход из стойки, усложняющий работу на блоке.
На драфте Эквону был выбран «Каролиной» в первом раунде под общим шестым номером. В мае он подписал с клубом четырёхлетний контракт, предусматривавший возможность продления на пятый сезон по инициативе команды. В августе главный тренер «Пэнтерс» Мэтт Рул заявил, что Эквону будет основным левым тэклом команды. Борьбу за место в стартовом составе он выиграл у задрафтованного годом ранее Брейди Кристенсена.